# Élie Grekoff
Élie Grekoff, né le 11 octobre 1914 à Saratov (Russie) et mort à 16 juillet 1985 à Paris, est un artiste peintre et un maître cartonnier français d'origine russe.

## Biographie
Né dans une famille de militaires assez aisée réfugiée en Turquie après 1920, le jeune Élie Grekoff arrive à Paris en 1928 : il sera d'abord employé agricole dans le midi puis ouvrier d'usine à Puteaux dans une entreprise de postes de radio. En 1935, il croise un architecte à qui il montre ses dessins et celui-ci l'embauche dans son agence ; lassé, Élie s'inscrit à l'Académie de Fernand Léger : le célèbre peintre charge Grekoff d'exécuter une fresque pour le pavillon du Bois à l'Exposition universelle de 1937 (Paris) qui sera sa première œuvre.
Grekoff passe la guerre d'abord en captivité puis comme ambulancier au Val-de-Grâce où il croise le propriétaire des Éditions de Cluny qui lui commandera après la Libération des estampes (eaux-fortes et lithographies) pour quelques ouvrages dont Les Fleurs du mal et L’Enfer de Patrice de La Tour du Pin. Le résultat plait beaucoup et un autre éditeur, Crezevault, lui commande pour une édition limitée du roman russe Crime et Châtiment soixante-douze lithographies. Dès lors, le nom d'Élie Grekoff, dans cet après-guerre, est associé à la haute bibliophilie : de 1947 à 1960, Grekoff illustre une vingtaine d'ouvrages, dont certains ne purent être achevés, faute de moyens techniques, les gouaches de l'artiste nécessitant parfois plusieurs centaines de passages à l'impression.
C'est à l'occasion de l’Exposition internationale de Lyon en 1951 que Grekoff se fait aussi connaître en tant que peintre, il y présente une vaste fresque ayant pour sujet les métiers du bois, exécutée sur de grands panneaux en verre avec l'aide du peintre Pierre Monteret. Par la suite, il fut l'auteur de plusieurs fresques en France.
Grekoff se fait un nom également en tant que décorateur de théâtre auprès d'amis comme Nicolas Bataille. Citons, au théâtre Pigalle L’Idiot de Dostoïevski et Les Bas-fonds de Gorki ; au théâtre des Champs-Élysées Le Mariage de Gogol ; au Théâtre de poche Till Eulenspiegel ou encore, au théâtre des Mathurins, Électre de Marguerite Yourcenar.

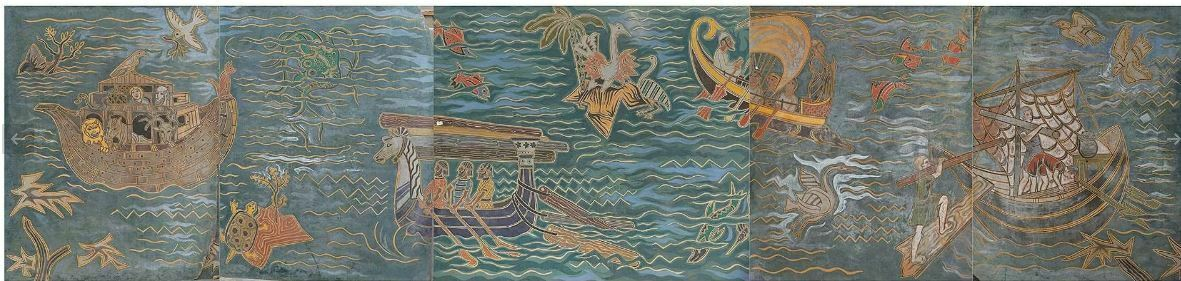
Fresque de Grekoff et Pierre Moneret pour l'exposition internationale de Lyon, 1951.

Mais c'est en tant que maître cartonnier qu'Élie Grekoff semble s'accomplir pleinement : entre 1945 et 1980, il exécutera plus de 3000 m² de cartons à tapisserie, passant d'un style imagé à des motifs de plus en plus abstraits. La plupart des tissages furent entrepris dans les ateliers d'Aubusson par des maîtres artisans comme Pinton frères, Raymond Picaud ou Marianne Caron.
En 1962, Grekoff quitte Paris pour la région angevine où il établit son atelier ; ses motifs prennent leur source dans la nature. Il connaît alors une série d'expositions internationales et commence à travailler avec Zadkine sur des projets de tapisseries qui furent exposés en 1962. À partir de 1968, il réalise des cartons pour les Ateliers des Tapisseries d'Angers (A.T.A.) qui venaient d'ouvrir.
Sa dernière exposition s'est tenue à Paris en 1981.